# Gouvães do Douro
Gouvães do Douro is een plaats (freguesia) in de Portugese gemeente Sabrosa en telt 240 inwoners (2001).